# 篠原貴行
篠原 貴行（しのはら たかゆき、1976年9月7日 - ）は、福岡県福岡市東区出身の元プロ野球選手（投手）、コーチ。2013年に横浜DeNAベイスターズで現役を引退し、2018年まで同球団で一軍投手コーチを務め、現在はスカウトを務めている。

## 来歴・人物

### プロ入り前
広島県広島市生まれ、福岡県福岡市育ち。幼少期よりぜんそくに悩まされ、小学4年生時より体力をつけるためにと両親が勧めた野球を始める。沖学園高校での甲子園出場経験は無く、入社した三菱重工長崎では、2年目に静岡大会で敢闘賞、新人賞を受賞して、アトランタ五輪候補選手となった。3年目は第68回都市対抗野球大会で救援登板したが、それ以外に全国大会での主だった戦績はなかった。地元の福岡ダイエーホークスを逆指名し、1997年ドラフト2位で入団。

### ダイエー・ソフトバンク時代

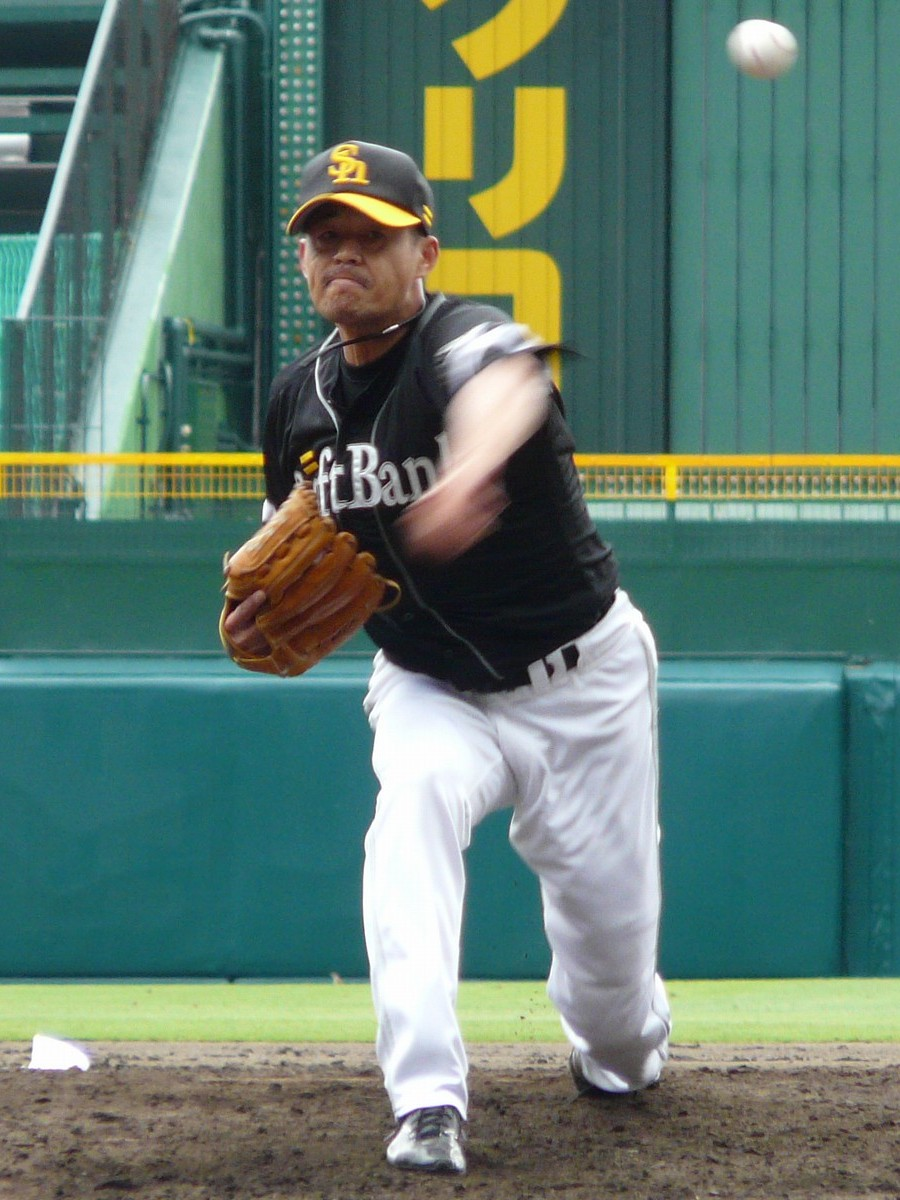
ホークス時代の篠原（2009年）

細身の身体ながらキレのある速球一本で打者を抑え込む投球で1年目から頭角を現し51試合に登板したが、変化球が主にスライダーしかなく打たれ出すと止まらないのが課題だった。
1999年はこの年に投手コーチから就任した尾花高夫から新球種として投球に緩急ができるカーブを覚えるよう指示されたが中々物にできず、尾花からも「投げれなければ起用できない」とも言われていた。苦肉の策で投じたスラーブが見事にハマり、キレの良い速球は「わかっていても打てない」と言われ、これらを武器にセットアッパーとして飛躍。篠原が投げると負けないことから「不敗神話」と話題にもなった。9月25日はリーグ優勝を決めた対日本ハムファイターズ戦で中継ぎ登板のみでの14連勝を記録した。同年ルーキーの松坂大輔と最多勝を争っていたが、消化試合の対大阪近鉄バファローズ戦（福岡ドーム）で9回表にこの日が引退試合であった山本和範に決勝本塁打を打たれて敗戦投手になり、勝利数では松坂に及ばず、また1981年の間柴茂有以来となる勝率10割も逃した。それでも60試合に登板して防御率1.25、チームトップの14勝(1敗)をマークし、最高勝率のタイトルを獲得。チームを初のリーグ優勝、日本一に貢献した。
2000年もセットアッパーとして活躍し、チームトップタイの9勝を挙げてチームのリーグ連覇に貢献した。ただし、監督推薦での出場が確実視されていたこの年のオールスターには、監督を務めた王貞治が篠原の疲労による自チームへの悪影響を考慮して選出せず、一部のファンやマスコミから「オールスターゲームの私物化である」との批判を受けた。同年オフに先発転向に挑戦。同オフに開いた結婚披露宴では王監督から「今年の9勝と同じ数字を来年は先発であげて欲しい」と激励を受けた。その後、チェンジアップやフォークボールの習得に励むが投球フォームを崩し、速球の球威が落ちるなど悪影響が出たためチェンジアップの習得は断念している。それ以降は怪我に苦しむことになり、チームメイトであった倉野信次は投手のスキルアップの失敗例として後年この篠原を挙げている。
2002年は怪我の回復とともに、左膝が地面すれすれになるほど重心を低くした新しいフォームに改造。しかし、防御率こそ0点台を記録したが登板は19試合に留まり、このフォームが原因で腰に故障を抱える。
2003年は前半に腰の故障で棒に振るものの後半に一軍に昇格し、オールスター出場も果たした。その後ストッパーとしてチームのリーグ優勝、日本シリーズ制覇に貢献。かつての速球で押す投球からスライダーなど変化球を駆使し、防御率2.32、10Sと安定した投球を見せた。また、9月30日の対千葉ロッテマリーンズ戦（千葉マリンスタジアム）では胴上げ投手になっている。この年は腰の痛みを和らげるためにブロック注射を打ちながら登板を重ねたが、これが翌年以降の不振につながった。
2004年と2005年は左肩の故障などでほとんど登板できなかった。2006年からは再び中継ぎ投手として活躍したが、三瀬幸司や馬原孝浩の台頭もあり徐々に登板機会が減った。2006年7月5日の対西武ライオンズ戦（ヤフードーム）では延長12回裏2死の場面でフリオ・ズレータの代走として出場（控えの野手を全て使い切ったため）。また、これが王監督休養前の最後の采配となった。2008年はシーズン中盤あたりに一軍登録され主に対左のワンポイントリリーフとして登板したが、制球が悪く四球でランナーを出して降板するなど安定しなかった。
2009年は左肘の故障で一軍登板なしに終わり、10月3日に戦力外通告を受けた。手術から十分に回復していなかったため、トライアウトにも参加できなかった。

### 横浜・DeNA時代

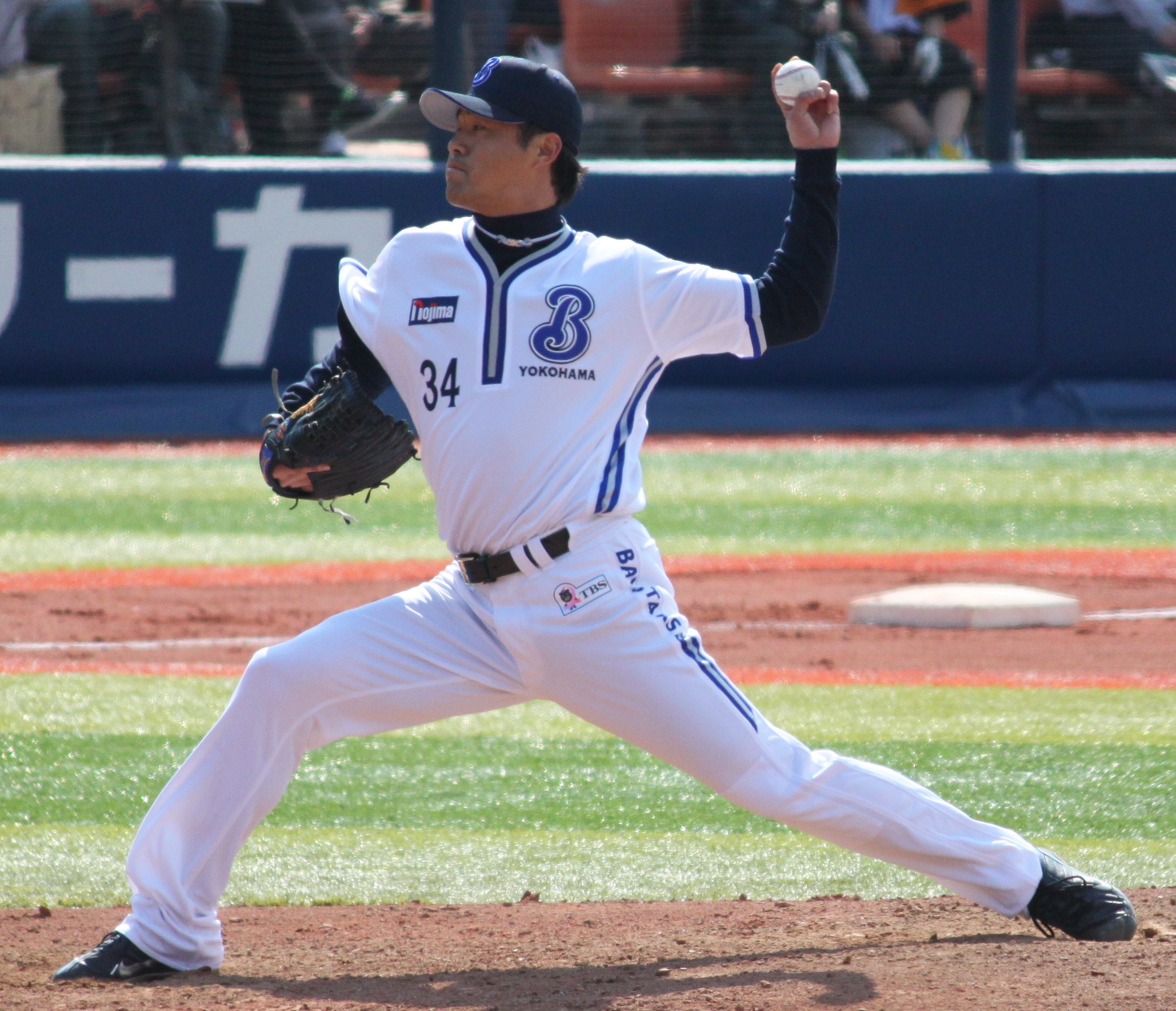
横浜時代（2011年4月29日 横浜スタジアム ）

2009年11月27日にかつて投手コーチだった尾花が監督に就任した横浜ベイスターズに、年俸1200万円+出来高の1年契約で入団した。
2010年、左の中継ぎとして期待されたが、打ちこまれることも多く結局20試合登板で、8月4日の対広島東洋カープ戦で7年ぶりの白星は挙げるも、シーズンを通した成績は2勝0敗、防御率はプロ最低の11.70という結果であった。
2011年、リーグ記録にあと1試合と迫る37試合連続無失点を記録するなどシーズン通して好調で、左のセットアッパーとして自己最多の67試合に登板し1勝0敗、防御率1.84と、投手陣が手薄なチームに貢献した。オフにFA権を取得したが、「せっかく得た権利。いろいろな思いがあったが、自分は一度首を切られた人間。拾ってもらったんだからという思いが強くなった」と行使した上での残留を表明した。
2012年、左のワンポイントとして起用されることが多かったが、左打者に打たれることが多く、50試合に登板したが防御率は4.91と悪化してしまった。
2013年、春に左肘を痛めた影響で一軍公式戦での登板機会がないまま、現役引退を球団に申し入れた。9月29日に球団から、正式に引退を発表。翌30日に開かれた引退会見では、「先発の思いを継いで、抑えに託すことが僕の仕事」と話したうえで、「中継ぎは1球でゲームを支配できるけど、1球でゲームを壊すこともあって、1球の怖さを思い知った。その中で、1つのストライクを取るたびに拍手をくれ、1つのアウトを取るたびに歓声や応援を続けてくれたファンの皆さんがいてくれたことで、『（このような）ファンの前で投げたい』と毎日思っていた。『ファンの皆さんに支えられた野球人生だったな』と思います」と救援主体の投手生活を述懐していた。12月2日に自由契約選手として公示。

### 現役引退後
2013年、10月10日にDeNAのコーチに就任することを球団から発表。2014年から2018年まで一軍投手コーチを務め、2019年からはスカウトに就任した。

## 詳細情報

### 年度別投手成績
| 年 度      | 球 団                 | 登 板 | 先 発 | 完 投 | 完 封 | 無 四 球 | 勝 利 | 敗 戦 | セ 丨 ブ | ホ 丨 ル ド | 勝 率 | 打 者 | 投 球 回 | 被 安 打 | 被 本 塁 打 | 与 四 球 | 敬 遠 | 与 死 球 | 奪 三 振 | 暴 投 | ボ 丨 ク | 失 点 | 自 責 点 | 防 御 率 | W H I P |
| ---------- | --------------------- | ----- | ----- | ----- | ----- | -------- | ----- | ----- | -------- | ----------- | ----- | ----- | -------- | -------- | ----------- | -------- | ----- | -------- | -------- | ----- | -------- | ----- | -------- | -------- | ------- |
| 1998       | ダイエー ソフトバンク | 51    | 0     | 0     | 0     | 0        | 2     | 4     | 3        | --          | .333  | 240   | 55.2     | 51       | 2           | 31       | 2     | 1        | 47       | 2     | 0        | 28    | 28       | 4.53     | 1.47    |
| 1999       | ダイエー ソフトバンク | 60    | 0     | 0     | 0     | 0        | 14    | 1     | 0        | --          | .933  | 301   | 79.1     | 46       | 5           | 25       | 4     | 1        | 80       | 3     | 0        | 11    | 11       | 1.25     | 0.89    |
| 2000       | ダイエー ソフトバンク | 57    | 0     | 0     | 0     | 0        | 9     | 3     | 2        | --          | .750  | 308   | 76.1     | 64       | 11          | 18       | 2     | 2        | 43       | 2     | 0        | 28    | 27       | 3.18     | 1.07    |
| 2001       | ダイエー ソフトバンク | 33    | 0     | 0     | 0     | 0        | 3     | 0     | 0        | --          | 1.000 | 192   | 41.2     | 52       | 4           | 17       | 0     | 0        | 28       | 3     | 0        | 31    | 29       | 6.26     | 1.66    |
| 2002       | ダイエー ソフトバンク | 19    | 0     | 0     | 0     | 0        | 0     | 0     | 0        | --          | ----  | 82    | 21.2     | 10       | 0           | 7        | 1     | 0        | 20       | 2     | 0        | 2     | 2        | 0.83     | 0.78    |
| 2003       | ダイエー ソフトバンク | 30    | 0     | 0     | 0     | 0        | 1     | 4     | 10       | --          | .200  | 159   | 42.2     | 30       | 3           | 5        | 2     | 1        | 40       | 0     | 0        | 12    | 11       | 2.32     | 0.82    |
| 2005       | ダイエー ソフトバンク | 1     | 0     | 0     | 0     | 0        | 0     | 0     | 0        | 1           | ----  | 1     | 0.1      | 0        | 0           | 0        | 0     | 0        | 1        | 0     | 0        | 0     | 0        | 0.00     | 0.00    |
| 2006       | ダイエー ソフトバンク | 50    | 0     | 0     | 0     | 0        | 0     | 1     | 0        | 12          | .000  | 152   | 34.1     | 38       | 3           | 13       | 1     | 0        | 32       | 0     | 0        | 13    | 13       | 3.41     | 1.49    |
| 2007       | ダイエー ソフトバンク | 37    | 0     | 0     | 0     | 0        | 0     | 3     | 2        | 6           | .000  | 110   | 26.2     | 22       | 3           | 9        | 2     | 0        | 18       | 0     | 0        | 12    | 11       | 3.71     | 1.16    |
| 2008       | ダイエー ソフトバンク | 21    | 0     | 0     | 0     | 0        | 0     | 0     | 0        | 7           | ----  | 63    | 14.0     | 16       | 0           | 5        | 0     | 0        | 11       | 1     | 0        | 5     | 5        | 3.21     | 1.50    |
| 2010       | 横浜 DeNA             | 20    | 0     | 0     | 0     | 0        | 2     | 0     | 0        | 2           | 1.000 | 54    | 10.0     | 20       | 2           | 4        | 0     | 1        | 5        | 2     | 0        | 13    | 13       | 11.70    | 2.40    |
| 2011       | 横浜 DeNA             | 67    | 0     | 0     | 0     | 0        | 1     | 0     | 0        | 17          | 1.000 | 175   | 44.0     | 37       | 2           | 12       | 0     | 1        | 35       | 0     | 0        | 10    | 9        | 1.84     | 1.11    |
| 2012       | 横浜 DeNA             | 50    | 0     | 0     | 0     | 0        | 1     | 3     | 0        | 16          | .250  | 105   | 22.0     | 25       | 2           | 12       | 2     | 3        | 12       | 1     | 0        | 14    | 12       | 4.91     | 1.68    |
| 通算：13年 | 通算：13年            | 496   | 0     | 0     | 0     | 0        | 33    | 19    | 17       | 61          | .635  | 1942  | 468.2    | 411      | 37          | 158      | 16    | 10       | 372      | 16    | 0        | 179   | 171      | 3.28     | 1.21    |

- 各年度の太字はリーグ最高
- ダイエー（福岡ダイエーホークス）は、2005年にソフトバンク（福岡ソフトバンクホークス）に球団名を変更
- 横浜（横浜ベイスターズ）は、2012年にDeNA（横浜DeNAベイスターズ）に球団名を変更

### タイトル
- 最高勝率：1回（1999年）

### 表彰
- 月間MVP：2回 （1999年9月、2000年5月）

### 記録
- 初登板：1998年4月8日、対西武ライオンズ2回戦（福岡ドーム）、2回表1死に救援登板、3回1/3を無失点
- 初奪三振：同上、3回表にブライアン・ラービーから見逃し三振
- 初勝利：1998年6月20日、対近鉄バファローズ12回戦（福岡ドーム）、6回表に3番手で救援登板、2回無失点
- 初セーブ：1998年8月4日、対日本ハムファイターズ17回戦（福岡ドーム）、9回表2死に5番手で救援登板・完了、1/3回無失点
- 初ホールド：2005年9月24日、対西武ライオンズ19回戦（インボイスSEIBUドーム）、7回裏1死に2番手で救援登板、1/3回無失点
- オールスターゲーム出場：2回（1999年、2003年）

### 背番号
- 16 （1998年 - 2009年）
- 34 （2010年 - 2013年）
- 76 （2014年 - 2018年）